# Namibia Commercial Aviation
Namibia Commercial Aviation (kurz NCA) war eine namibische Fluggesellschaft mit Sitz in Windhoek und Basis auf dem Flughafen Eros. Der aktive Flugbetrieb wurde 2010 eingestellt.

## Geschichte
Namibia Commercial Aviation wurde 1992, als Nachfolger der 1977 gegründeten Hire & Fly, gegründet. Sie hatte vor allem touristische Charterflüge in Namibia angeboten. Hierfür sind 1992 die letzten beiden Douglas DC-6B-Passagierflugzeuge aus Sambia aufgekauft worden. Bis dahin waren sie dort als V.I.P.-Maschinen im Einsatz, unter anderem für Präsident Kenneth Kaunda. Der Gründer von NCA, Chris Schutte, restaurierte die Maschinen 1994 bzw. 1997 und bot seitdem touristische Flugreisen durch Namibia an.
2000 wurde aufgrund finanzieller Schwierigkeiten die Douglas DC-6B „Fish Eagle“ mit dem Luftfahrzeugkennzeichen V5-NCF (Seriennummer: 45563) an Flying Bulls in Österreich verkauft.
Der Gründer von NCA, Chris Schutte ist im Alter von 71 Jahren am 5. November 2010 verstorben, weswegen aufgrund finanzieller Probleme der Verkauf der letzten Maschine abgewickelt werden soll (Stand Februar 2011).
Die namibische zivile Luftfahrtbehörde hatte 2010 der letzten Maschine der Fluggesellschaft die Betriebszulassung entzogen; sie verlangte für diese historische Maschine nicht nur den Einbau eines Cockpit-Stimmenrecorders, sondern auch weitere moderne Instrumente, wie zum Beispiel ein Kollisionswarnsystem. Weil es auch erforderlich gewesen wäre, sämtliche Kabel auszutauschen, hätte die Umrüstung mehrere Millionen Namibia-Dollar gekostet, was von der Fluggesellschaft aber nicht aufgebracht werden konnte.
Im Januar 2011 sollte die DC-6B „Bateleur“ (V5-NCG) von Windhoek aus nach Australien fliegen und dort für drei Monate auf dem Kontinent im Einsatz sein; aus verschiedenen Gründen war dieses jedoch nicht möglich. Die DC-6B „Bateleur“ sollte im Mai 2018 in die USA verkauft, was schlussendlich scheiterte. Die Maschine steht (Stand September 2019) weiterhin auf dem Flughafen Eros und ist mindestens seit Juni 2015 nicht flugfähig.

## Flotte
Mit Stand Oktober 2015 bestand die Flotte der Namibia Commercial Aviation aus einem Flugzeug:
| Flugzeugtyp   | Luftfahrzeugkennzeichen | Seriennummer | Taufname   | Sitzplätze |
| ------------- | ----------------------- | ------------ | ---------- | ---------- |
| Douglas DC-6B | V5-NCG                  | 45564        | „Bateleur“ | 60         |